# Ernest Cline
Ernest Christy Cline (født 29. marts 1972 i Ashland, Ohio, USA) er forfatter af romaner, filmmanuskripter og har desuden optrådt med 'poetry slam'. Han er bedst kendt for romanerne Ready Player One (2011) og Armada (2015), samt for manuskriptet til filmen Ready Player One (2018). Sidstnævnte er skrevet sammen med Zak Penn, og filmen er instrueret af Steven Spielberg.
Ernest Cline bor i Austin, Texas, sammen med sin kone, deres datter og en kæmpe samling af klassiske computerspil. Han mødte sin kone Cristin O'Keefe Aptowicz i 1998 på National Poetry Slam.